# Ludwigslust-Parchim (district)
Districtul Ludwigslust-Parchim este un district din sud-vestul bundeslandului Mecklenburg-Pomerania de Vest. Cu 4752 km² suprafață, districtul este al doilea district ca mărime din Germania după districtul Mecklenburgische Seenplatte, care a fost format în același timp. De asemenea, are cea mai mică densitate a populației dintre districtele din Mecklenburg-Pomerania Occidentală. Reședința de district este Parchim. Există o filială a administrației districtuale la Ludwigslust.